# Hystriomyia fetissowi
Hystriomyia fetissowi är en tvåvingeart som beskrevs av Josef Aloizievitsch Portschinsky 1881. Hystriomyia fetissowi ingår i släktet Hystriomyia och familjen parasitflugor. Inga underarter finns listade i Catalogue of Life.